# Heras de Ayuso
Heras de Ayuso település Spanyolországban, Guadalajara tartományban.  Lakosainak száma 235 fő (2024).

## Népesség
A település népessége az utóbbi években az alábbiak szerint változott:
| Lakosok száma | 118  | 150  | 178  | 241  | 261  | 262  | 231  | 270  | 239  | 235  |
|               | 2001 | 2004 | 2006 | 2009 | 2011 | 2014 | 2016 | 2019 | 2021 | 2024 |